# SAKURA BURST
「SAKURA BURST」（サクラバースト）は、日本のロックバンド・Cö shu Nieのメジャー6作目のシングル。2022年1月26日にSony Music Associated Records（Sony Music Labels Inc.）より発売。

## 概要
- 前作「undress me」より約半年でのリリース[注 1]。
- #1「SAKURA BURST」は、毎日放送・TBS"アニメイズム"『15周年 コードギアス 反逆のルルーシュ』第2クールのエンディングテーマに起用された[5]。
- #2「ö=レテヘの行進」はインディーズ5枚目のシングル「DIAMOND」の、#3「ö=私とペットと電話線」はインディーズ3枚目のシングル「supercell」に収録されている楽曲のリマスタリング[6]。
- 期間生産限定盤のジャケットは『15周年 コードギアス 反逆のルルーシュ』に登場するキャラクター・C.C.のイラストが使用されている[7]。

## 楽曲説明
1. SAKURA BURST
  - 毎日放送・TBS"アニメイズム"『15周年 コードギアス 反逆のルルーシュ』第2クールエンディングテーマ[8]
  - 2022年1月14日、先行配信開始[9]。
    - 同日、リリックビデオが公開[10]。

  - 同年1月21日、ミュージックビデオが公開[11]。
2. ö=レテヘの行進
  - インディーズ5枚目のシングル「DIAMOND」収録楽曲のリマスタリング曲。
3. ö=私とペットと電話線
  - インディーズ3枚目のシングル「supercell」収録楽曲のリマスタリング曲。

## 収録内容
| 全作詞・作曲: 中村未来、全編曲: Cö shu Nie。 |                                |          |            |      |
| #                                            | タイトル                       | 作詞     | 作曲・編曲 | 時間 |
| 1.                                           | 「SAKURA BURST」               | 中村未来 | 中村未来   | 4:23 |
| 2.                                           | 「ö=レテヘの行進」             | 中村未来 | 中村未来   | 3:08 |
| 3.                                           | 「ö=私とペットと電話線」       | 中村未来 | 中村未来   | 3:35 |
| 4.                                           | 「SAKURA BURST」(TV edit)      | 中村未来 | 中村未来   | 1:35 |
| 5.                                           | 「SAKURA BURST」(Instrumental) | 中村未来 | 中村未来   | 4:22 |
| 合計時間:                                    | 合計時間:                      | 17:03    |            |      |

## SAKURA BURST (Naeleck Remix) -Sakura Chill Beats Singles
「SAKURA BURST (Naeleck Remix) -Sakura Chill Beats Singles」（サクラバースト ナエレック・リミックス -サクラチル・ビーツ・シングルス）は、Cö shu Nie & Naeleckの配信限定シングル。2022年2月11日にSony Music Labels Inc.より発売された。

### 概要 (Sakura Chill Beats)
Cö shu Nie「SAKURA BURST」を、フランスのDJ・プロデューサーのNaeleckがリミックス。
動画は、公式のアニメのオープニングテーマやエンディングテーマ曲のリミックス音源を、公式アニメ画やオリジナルアニメ画を載せた動画とともにアップロードするYouTubeチャンネル『Sakura Chill Beats』のEpisode 30として2022年2月12日17時よりYouTube上にて『15周年 コードギアス 反逆のルルーシュ』の画像にのせて公開された。
なお、動画に先行して、2月11日より各種音楽配信サービスにて、Sakura Chill Beats Singlesのブランディング名称が入った「SAKURA BURST（Naeleck Remix）-Sakura Chill Beats Singles」が配信された。

### 収録内容 (Sakura Chill Beats)
| 全作詞・作曲: 中村未来、全編曲: Naeleck。 |                                                      |          |            |      |
| #                                         | タイトル                                             | 作詞     | 作曲・編曲 | 時間 |
| 1.                                        | 「SAKURA BURST (Naeleck Remix) -Sakura Chill Beats」 | 中村未来 | 中村未来   | 4:07 |
| 合計時間:                                 | 合計時間:                                            | 4:07     |            |      |